# Brachyceropsis
Brachyceropsis är ett släkte av skalbaggar. Brachyceropsis ingår i familjen vivlar.
Kladogram enligt Catalogue of Life:
| Brachyceropsis | \| \| Brachyceropsis affinis \| \| \| \| \| \| Brachyceropsis tuberculosus \| \| \| \| \| \| Brachyceropsis verrucosus \| \| \| \| |
|                | \| \| Brachyceropsis affinis \| \| \| \| \| \| Brachyceropsis tuberculosus \| \| \| \| \| \| Brachyceropsis verrucosus \| \| \| \| |
|                | Brachyceropsis affinis |
|                | |
|                | Brachyceropsis tuberculosus |
|                | |
|                | Brachyceropsis verrucosus |
|                | |